# Transport d'Ekman
Le transport d'Ekman est le déplacement horizontal des couches d’eaux superficielles de l'océan par la seule action de la friction du vent à la surface. On distingue le transport en volume, exprimé par les océanographes en Sverdrup (un million de mètres cubes par seconde), et le transport de masse, qui est égal au produit du premier par la masse volumique de l’eau de mer. Si la nature du transport n'est pas précisée, il est sous-entendu qu'on parle du transport en volume. Le transport théorique est alors celui qui est déduit de la spirale d'Ekman, hodographe selon la profondeur du courant de dérive dont le modèle a été établi en 1902 pour un océan homogène par Vagn Walfrid Ekman, océanographe suédois, à partir des observations de Fridtjof Nansen. Harald Sverdrup a étendu sa théorie à l'échelle d'un bassin océanique. 

## Principe
Le vent qui souffle sur l'océan fait bouger la couche de surface, mais la force de Coriolis dévie ce mouvement vers la droite dans l'hémisphère nord et vers la gauche dans l'hémisphère sud. Cette déviation se propage vers le bas par viscosité et on obtient un transport moyen de matière hors de l'axe des vents de surface. C'est ce que l'on voit dans la partie de gauche de l'image. Selon la trajectoire des vents, on pourra avoir divergence ou convergence de matière, ce qui crée les deux situations de pompage et de ventilation montrées dans l'image.

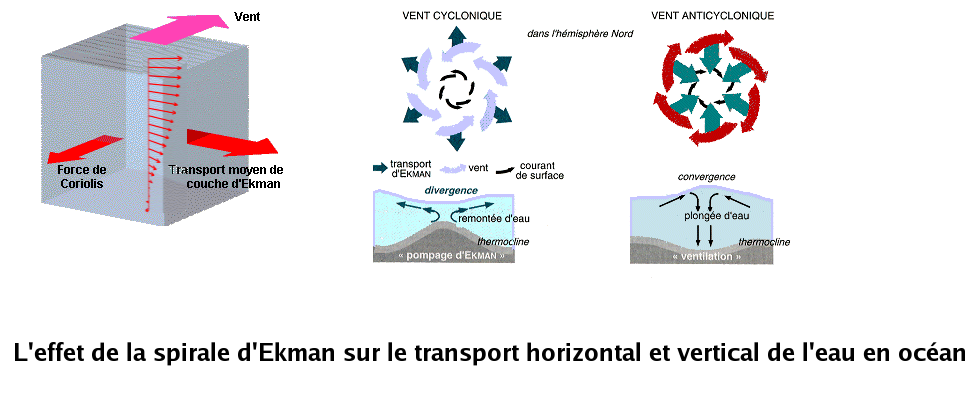
Transport d'Ekman horizontal dû à la force de Coriolis et son effet sur les mouvements verticaux dans les dépressions et les anticyclones.

## Pompage d'Ekman
Le pompage d'Ekman est le transport vers le haut des eaux de mer sous l'effet des vents de surface d'une dépression. Sous l'effet du vent, l'eau entre la surface et la thermocline est mise en mouvement et déviée par la force de Coriolis vers l'extérieur de la dépression. Cela crée donc une divergence. La couche d'eau au centre de la dépression est donc moins épaisse et pour compenser cette perte de masse, l'eau des profondeurs remonte vers la surface, poussée par la pression des colonnes d'eau extérieures à la dépression. Les déplacements horizontaux et verticaux de l'eau dans ce cas sont illustrés dans la  partie centrale de l'image qui représente une dépression de l'hémisphère nord. La situation est la même dans l'hémisphère sud, à la différence que le sens des vents autour d'une dépression et la force de Coriolis sont tous deux inversés.
Cette description correspond à une circulation générale telle que celle décrite par Sverdrup. Une autre application du pompage d'Ekman, plus locale, est celle de remontée d'eau (« Upwelling ») le long des côtes alors que le vent souffle parallèlement à ces dernières et que la force de Coriolis est dans la direction qui l'en éloigne. En repoussant l'eau de surface vers le large, il se crée en quelque sorte un vide que les eaux remontant des profondeurs comblent.

## Ventilation
Dans un anticyclone, le transport d'Ekman se fait vers le centre du système ce qui crée une convergence de matière. Comme l'épaisseur d'eau devient plus grande au centre de l'anticyclone qu'à l'extérieur, le poids de la colonne exerce une pression vers l'extérieur des eaux de profondeurs qui est compensée par une descente de l'eau de surface au centre (cette situation est représentée dans la partie droite de l'image).